# BDŽ 1.76 bis 10.76
Die BDŽ 176 bis 1076 (fallweise auch in der Form 1.76 bis 10.76 geschrieben) waren zweizylindrige Verbunddampflokomotiven der bulgarischen Staatsbahn BDŽ, die von der Firma Rheinmetall für die Schmalspurbahnen in Bosnischer Spurweite (760 mm) gebaut wurden. Nach der Ablösung bei der BDŽ wurden sie noch einige Jahre in privaten Betrieben eingesetzt. Die Lokomotiven sind aus der JDŽ Reihe 72 der Jugoslawischen Schmalspurbahnen hervorgegangen und galten als die ersten Triebfahrzeuge bulgarischen Eigentums in dieser Spurweite. Zwei Lokomotiven dieser Reihe sind bis heute erhalten geblieben.

## Geschichte

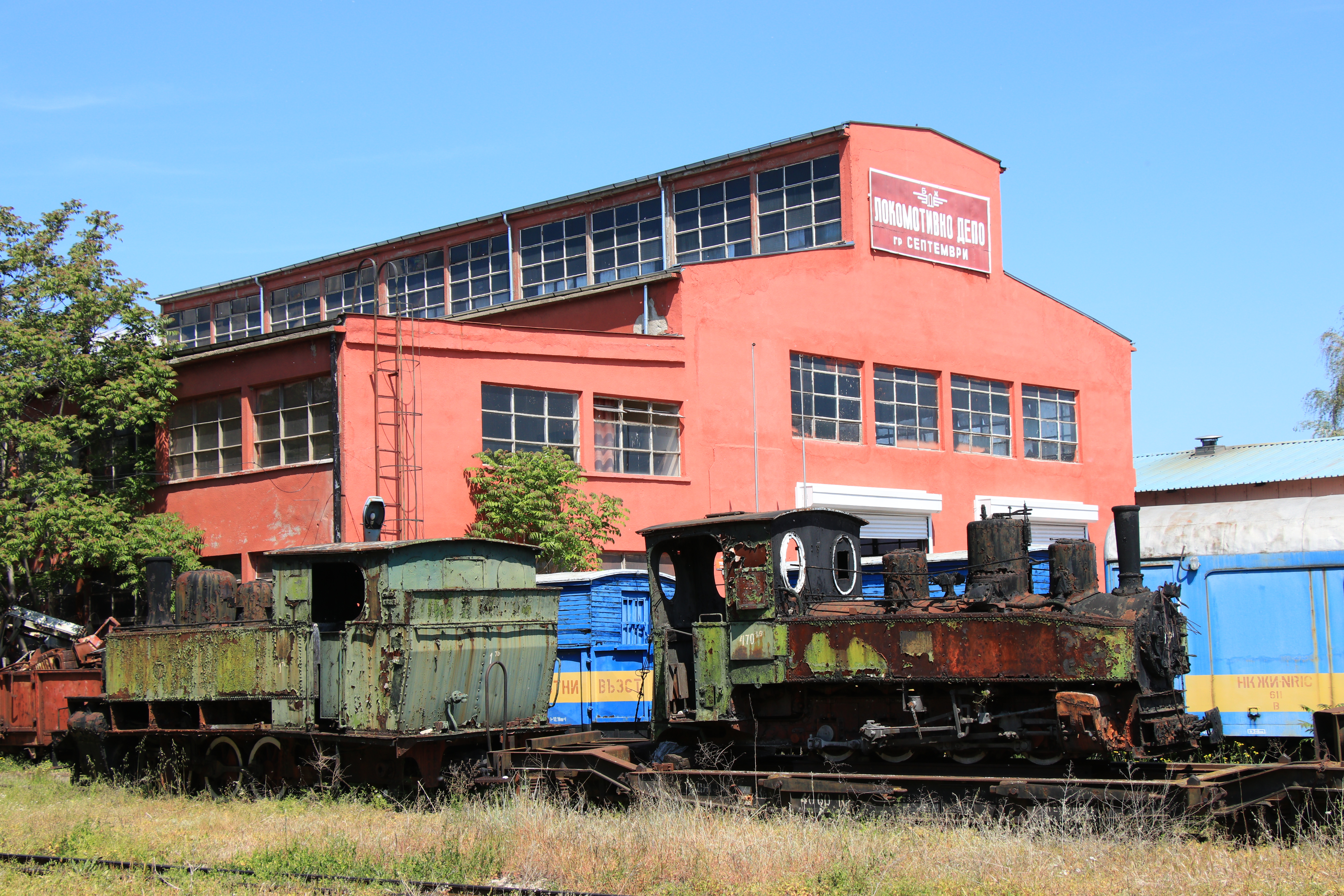
Die Dampfloks 1^{76} und 470^{60} beim Depot Septemvri am 11. Mai 2022

Die ersten Lokomotiven für den Betrieb der bulgarischen Schmalspurbahnen in bosnischer Spurweite waren Kriegsbeute aus Serbien, denn zur Eröffnung des ersten Abschnitts der Schmalspurbahn Červen Brjag–Orjachowo um 1918 waren noch keine eigenen Loks vorhanden. Es ist heute aber nicht mehr genau feststellbar, wie viele Lokomotiven vor der Lieferung der eigenen Maschinen auf dieser Strecke verkehrten. Da die serbischen Lokomotiven zurückverlangt wurden, ließ man 1922 bei Rheinmetall zehn nahezu idente Exemplare herstellen, die den Betrieb ab 1923 übernahmen.
Auch die Eröffnung der ersten Teilstrecke der Rhodopenbahn im Jahr 1926 wurde von vier dieser kleinen Lokomotiven übernommen. Die Lokomotiven erwiesen sich dort aber bald als zu leistungsschwach, sodass sie bereits ab 1927 von der Serie 50076 weitgehend abgelöst wurden. In Septemwri verblieben nur zwei Lokomotiven, die für den weiteren Streckenbau, Rangierdienste und fallweise Personenzüge bis zum Eintreffen der Triebwagen eingesetzt wurden.
Die restlichen Maschinen waren in Červen Brjag beheimatet. Durch den dort ansteigenden Gesamtverkehr waren die Fahrzeuge aber auch auf dieser Strecke bald überlastet, sodass die Lokomotiven der Serie 50076 fortan den Güterverkehr übernahmen. Der Personenverkehr wurde aber weiterhin von Lokomotiven der Serie 176−1076 durchgeführt.
Erst als auf der Rhodopenbahn die neue Reihe 75 sämtliche Dampflokomotiven und Triebwagen ablöste, hatte die letzte Stunde der kleinen Dampfloks nahezu geschlagen. Die Triebwagen der Reihe 82 wurden nun nach Červen Brjag umgesetzt, konnten allerdings die Dampflokomotiven noch nicht komplett ersetzen. Erst die ebenfalls nach Červen Brjag umstationierten Lokomotiven der Serie 60076 lösten die Lokomotiven der Serie 176−1076 dann vollständig ab, so dass im Jahr 1967 die meisten Lokomotiven dieser Serie ausgemustert werden konnten.
Die Lokomotive 176 wurde anschließend nach Septemvri abgegeben, wo sie bis 1970 verschiedene Dienste übernahm. Später wurde die Lokomotive in das Eisenbahnmuseum Ruse verlegt, nach 2002 kam die Lokomotive wieder ins Depot Septemvri zurück, wo sie auf eine Aufarbeitung wartet. Ob betrieblich, oder nur äußerlich, war nicht bekannt. Bis Juni 2023 sind an der Lokomotive jedenfalls keine Arbeiten irgendwelcher Art durchgeführt worden und sie steht im Freien vor dem Depot, der äußerliche Zustand ist entsprechend schlecht.
Auch die letzte Lokomotive 1076 ist erhalten geblieben – die Lokomotive war nach ihrer Ausmusterung in Septemvri im Jahr 1966 bis 1970 Werkslokomotive in der Papierfabrik Raslog. Bis 1998 war die Lokomotive am Bahnhof in Bansko als „Museumslokomotive“ abgestellt und wurde 1998 beim Hauptbahnhof Plowdiw als Denkmal aufgestellt. Da dieser aber eine umfassende bauliche Sanierung erfuhr, befindet sich die Lok seit mindestens 2007 ebenfalls im Depot Septemvri.

## Technische Beschreibung
Über die Herkunft der Lokomotiven gibt es nur eher spärliche Angaben. Sie sind ein der JDŽ 72 weitgehend ähnlicher Nachbau, von der einige Exemplare vor dem Eintreffen der ersten eigenen Lokomotiven den Verkehr auf der Schmalspurbahn in Červen Brjag eröffneten. Diese Triebfahrzeuge waren auf den serbischen Schmalspurbahnen für leichte Dienste bewährte Lokomotiven, sodass man sich entschloss, sie als erste Lokomotiven der bulgarischen Schmalspurbahnen nachbauen zu lassen. Außer den technischen Daten, welche denen der JDŽ 72 weitgehend ident waren, sind aus der Literatur lediglich die Werksnummern 429 bis 438 bekannt.
Sie waren von den meisten Abmessungen etwas größer als die bekannte österreichische Reihe Uv sehr ähnlicher Bauart, mit Ausnahme des deutlich kleineren Kessels (nur 52,6 m² wasserberührte Heizfläche statt 62,6 m²). Mit ihrer Verdampfungsheizfläche waren die Lokomotiven damit eher schwach bemessen und lagen im Bereich der zwei von BMAG gebauten Lokomotiven 50576 und 50676, welche im Vergleich zu den Loks 50176 bis 50476 von ČKD ca. 20 m² weniger Heizfläche besaßen. Einige Lokomotiven wurden mit einer Dampfbremse ausgerüstet.

## Lokomotivliste
Erhaltene Lokomotiven sind hervorgehoben
| Hersteller  | Fabriks- Nummer | Baujahr | Nummer | Historie                                                                          | ausgemustert | Verbleib aktuell | Anmerkung         |
| ----------- | --------------- | ------- | ------ | --------------------------------------------------------------------------------- | ------------ | ---------------- | ----------------- |
| Rheinmetall | 429             | 1922    | 176    | 1966 bis 2007…2011: Museum Ruse                                                   | 1966         | Septemvri        | abgestellt        |
| Rheinmetall | 430             | 1922    | 276    | 1957 Kombinat Maritsa, Plovdiv                                                    |              |                  |                   |
| Rheinmetall | 431             | 1922    | 376    |                                                                                   |              |                  | 1967 verschrottet |
| Rheinmetall | 432             | 1922    | 476    | 1957 PJI Sofia                                                                    |              |                  |                   |
| Rheinmetall | 433             | 1922    | 576    |                                                                                   |              |                  | 1967 verschrottet |
| Rheinmetall | 434             | 1922    | 676    | 1957 Kombinat Maritsa, Plovdiv                                                    |              |                  |                   |
| Rheinmetall | 435             | 1922    | 776    | 1957 Kombinat Maritsa, Plovdiv                                                    |              |                  |                   |
| Rheinmetall | 436             | 1922    | 876    |                                                                                   |              |                  | 1967 verschrottet |
| Rheinmetall | 437             | 1922    | 976    |                                                                                   |              |                  | 1967 verschrottet |
| Rheinmetall | 438             | 1922    | 1076   | 1964 bis 1970: Papierfabrik Razlog bis 1998: Bansko bis vor 2007: Denkmal Plovdiv | 1970         | Septemvri        | abgestellt        |